# Опушки (Гурьевский городской округ)
Опушки — посёлок в Гурьевском городском округе Калининградской области. До 2014 года входило в состав Храбровского сельского поселения.

## История
В 1946 году Адлиг Галльгарбен был переименован в поселок Опушки.

## Население
| 2002 | 2010 |
| ---- | ---- |
| 6    | ↘3   |

В 1910 году в Адлиг Галльгарбене проживало 78 человек.